# Aspres-sur-Buëch
Ne doit pas être confondu avec Aspres-lès-Corps, Les Aspres ou Aspres (région naturelle).
Aspres-sur-Buëch [aspʁ syʁ bɥɛʃ] est une commune française située dans le département des Hautes-Alpes, en région Provence-Alpes-Côte d'Azur.

## Géographie
Entourée par les communes d'Aspremont, La Faurie, et Veynes, Aspres-sur-Buëch est située à 26 km au sud-ouest de Gap. Elle est située à 750 mètres d'altitude. La commune culmine à 1 492 mètres, sur les crêtes dominant le bois de Saint-Apôtre.  Le Buëch, dans sa branche du Grand Buëch, affluent de la Durance et sous-affluent du Rhône, traverse le village.

### Communications et transports
La commune est située à l'intersection de la départementale 1075 (ancienne route nationale 75) reliant Grenoble à Sisteron par le col de la Croix-Haute et de l'axe constitué par les D 993 et 994A puis 994 reliant Valence à Gap et Briançon.
La commune est dotée d'une gare ferroviaire desservie par les trains express régionaux reliant Grenoble à Gap (TER Rhône-Alpes) et sur la ligne Paris - Briançon (par Valence).

### Hydrographie
La commune est arrosée par le Buëch, ainsi que par le canal des Patègues. Elle fait intégralement partie du bassin versant du Rhône.

### Climat
Pour des articles plus généraux, voir Climat de Provence-Alpes-Côte d'Azur et Climat des Hautes-Alpes.
En 2010, le climat de la commune est de type climat méditerranéen altéré, selon une étude du Centre national de la recherche scientifique s'appuyant sur une série de données couvrant la période 1971-2000. En 2020, Météo-France publie une typologie des climats de la France métropolitaine dans laquelle la commune est exposée à un climat de montagne ou de marges de montagne et est dans la région climatique Alpes du sud, caractérisée par une pluviométrie annuelle de 850 à 1 000 mm, minimale en été.
Pour la période 1971-2000, la température annuelle moyenne est de 9,8 °C, avec une amplitude thermique annuelle de 17,5 °C. Le cumul annuel moyen de précipitations est de 951 mm, avec 7,9 jours de précipitations en janvier et 5,2 jours en juillet. Pour la période 1991-2020, la température moyenne annuelle observée sur la station météorologique de Météo-France la plus proche, « La Faurie », sur la commune de La Faurie à 5 km à vol d'oiseau, est de 9,6 °C et le cumul annuel moyen de précipitations est de 950,8 mm. 
La température maximale relevée sur cette station est de 37,9 °C, atteinte le 23 août 2023 ; la température minimale est de −21,4 °C, atteinte le 14 février 1999,,.
Les paramètres climatiques de la commune ont été estimés pour le milieu du siècle (2041-2070) selon différents scénarios d'émission de gaz à effet de serre à partir des nouvelles projections climatiques de référence DRIAS-2020. Ils sont consultables sur un site dédié publié par Météo-France en novembre 2022.

## Urbanisme

### Typologie
Au 1er janvier 2024, Aspres-sur-Buëch est catégorisée commune rurale à habitat dispersé, selon la nouvelle grille communale de densité à 7 niveaux définie par l'Insee en 2022.
Elle est située hors unité urbaine. Par ailleurs la commune fait partie de l'aire d'attraction de Gap, dont elle est une commune de la couronne,. Cette aire, qui regroupe 73 communes, est catégorisée dans les aires de 50 000 à moins de 200 000 habitants,.

### Occupation des sols
L'occupation des sols de la commune, telle qu'elle ressort de la base de données européenne d’occupation biophysique des sols Corine Land Cover (CLC), est marquée par l'importance des forêts et milieux semi-naturels (81,7 % en 2018), une proportion identique à celle de 1990 (81,7 %). La répartition détaillée en 2018 est la suivante : 
forêts (64,7 %), milieux à végétation arbustive et/ou herbacée (11,5 %), zones agricoles hétérogènes (9,5 %), terres arables (5,9 %), espaces ouverts, sans ou avec peu de végétation (5,5 %), espaces verts artificialisés, non agricoles (1,6 %), zones urbanisées (1,4 %).
L'évolution de l’occupation des sols de la commune et de ses infrastructures peut être observée sur les différentes représentations cartographiques du territoire : la carte de Cassini (XVIIIe siècle), la carte d'état-major (1820-1866) et les cartes ou photos aériennes de l'IGN pour la période actuelle (1950 à aujourd'hui).

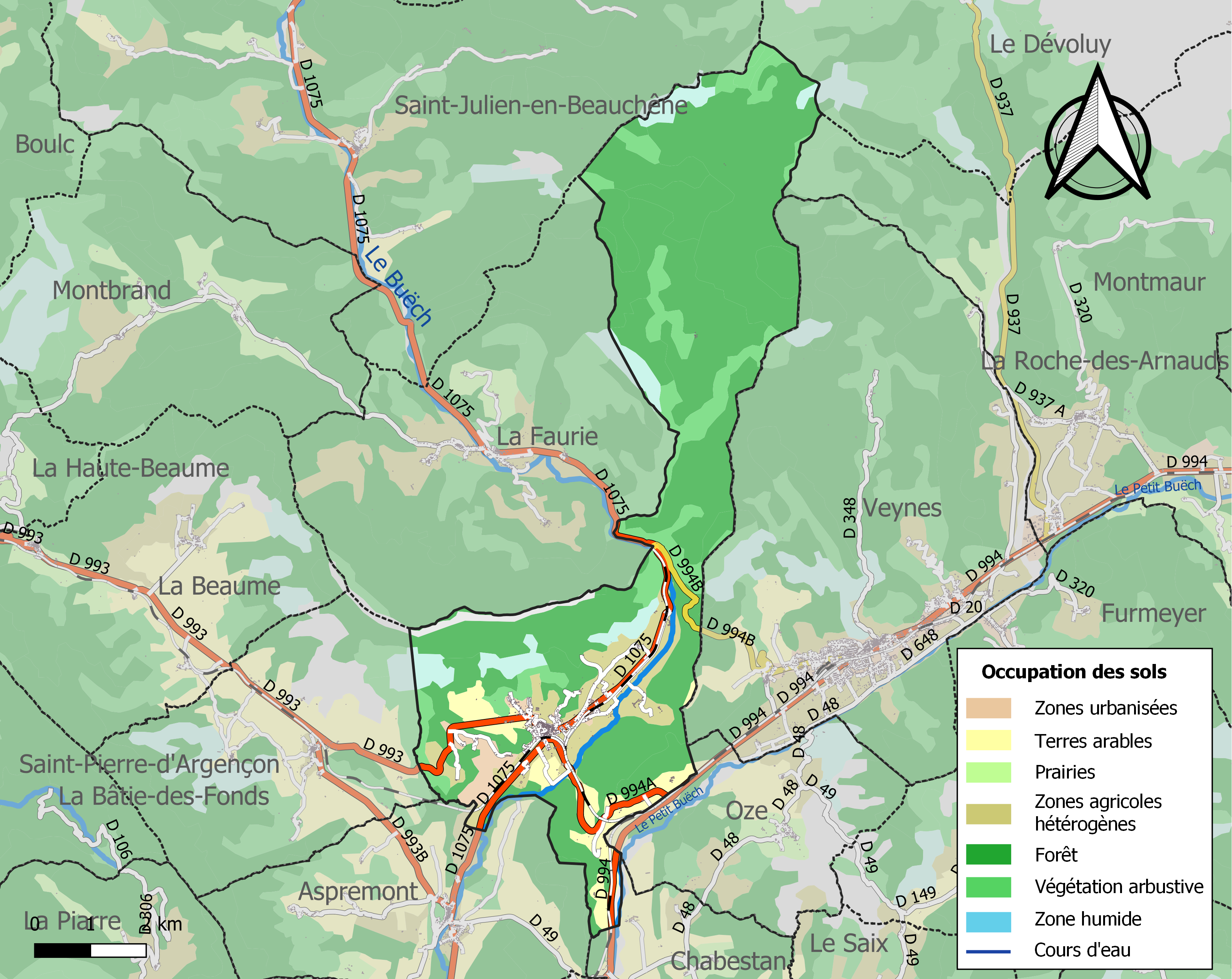
Carte de l'occupation des sols de la commune en 2018 (CLC).

## Toponymie
Le nom de la localité est attesté sous la forme de Asperis en 1171.
Cette commune s'appelait autrefois Aspres-lès-Veynes.
Aspres-sus-Buëch en occitan.
L'adjectif occitan aspre, directement dérivé du latin asper, désigne, comme le français âpre, ce qui est dur, rude, rêche, raboteux, au sens propre ou figuré. Un « aspre mont » est une montagne d'aspect rude. Il est également admis que le terme aspres signifie « terrasses ». Les toponymes qui en dérivent sont généralement des « hauteurs escarpées ».
L’appellation sur-Buëch fait référence à la rivière qui traverse la commune.

## Histoire
Le site est occupé depuis le néolithique (grottes des gorges d’Agnielles). Oppidum gaulois (Serres-la-Croix), puis camp romain (montagne des Eygaux). Le bourg, propriété des comtes de Die, fut rétrocédé au XIIe siècle aux Aix-Artaud de Montauban.
Au XIe siècle, le monastère de Saint-Géraud d’Aurillac y créa un prieuré sous le patronage de saint Géraud. Le retable provient de l’ancienne chartreuse de Durbon (biens dispersés à la Révolution).
En 1939-1940, des Républicains fuyant la guerre d'Espagne ont été regroupés sous surveillance à « Pont la Dame », qui est depuis un centre de formation de jeunes à la conduite de véhicules de travaux. Pendant la Seconde Guerre mondiale, le régime de Vichy y installa un centre de rassemblement.
Pour préparer le débarquement de Provence, deux équipes Jedburgh sont parachutées les 8 et 9 août afin d’agir sur les arrières allemandes, et notamment sur les voies de communication. Disposant de 3 000 FFI, elles prennent le contrôle de la RN 96 qui permet de remonter la vallée de la Durance de Manosque à Veynes. Au cours des opérations suivant le débarquement, les forces alliées franchissent très tôt les premières défenses allemandes, et se lancent dans de rapides offensives de débordement, afin de couper les voies de retraite à la Wehrmacht. Une colonne, partie le 17 août de Vidauban, libère Sisteron le 19 août et continue en direction de Gap d’un côté, et vers Crest de l’autre, en passant vers Aspres-sur-Buëch. Un groupe allemand y mène un combat de retardement, mais ne résiste qu’une journée : le bilan est de 6 tués et 11 blessés du côté allié et au moins 21 tués du côté allemand.
Aspres-sur-Buëch est donc libérée le 20 août. Pendant quelques mois, un centre logistique américain y est installé.

## Politique et administration

### Liste des maires
| Période                                  | Période   | Identité           | Étiquette | Qualité        |
| ---------------------------------------- | --------- | ------------------ | --------- | -------------- |
| Les données manquantes sont à compléter. |           |                    |           |                |
| mars 1989                                | mars 2001 | Alain Didier       |           |                |
| mars 2001                                | mars 2008 | Michel Reynaud     |           |                |
| mars 2008                                | 2010      | Jean-Pierre Boivin |           |                |
| 2010                                     | En cours  | Françoise Pinet,   |           | Ancienne cadre |

### Intercommunalité
Après avoir été le siège de la communauté de communes du Haut Buëch, Aspres-sur-Buëch fait partie depuis le 1er janvier 2017 de la communauté de communes Buëch Dévoluy.

### Santé

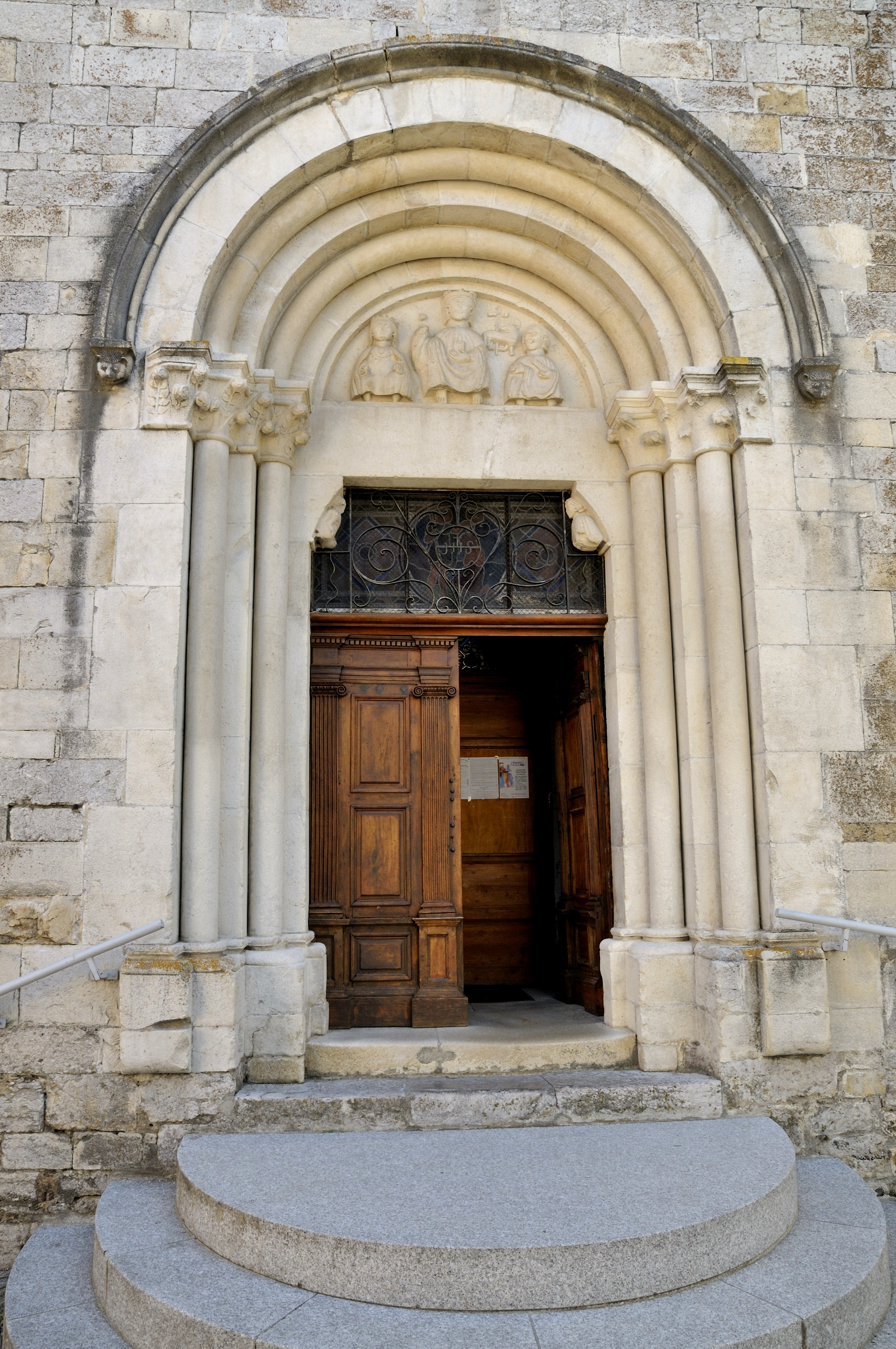
Porche de l'église du XIIe siècle.

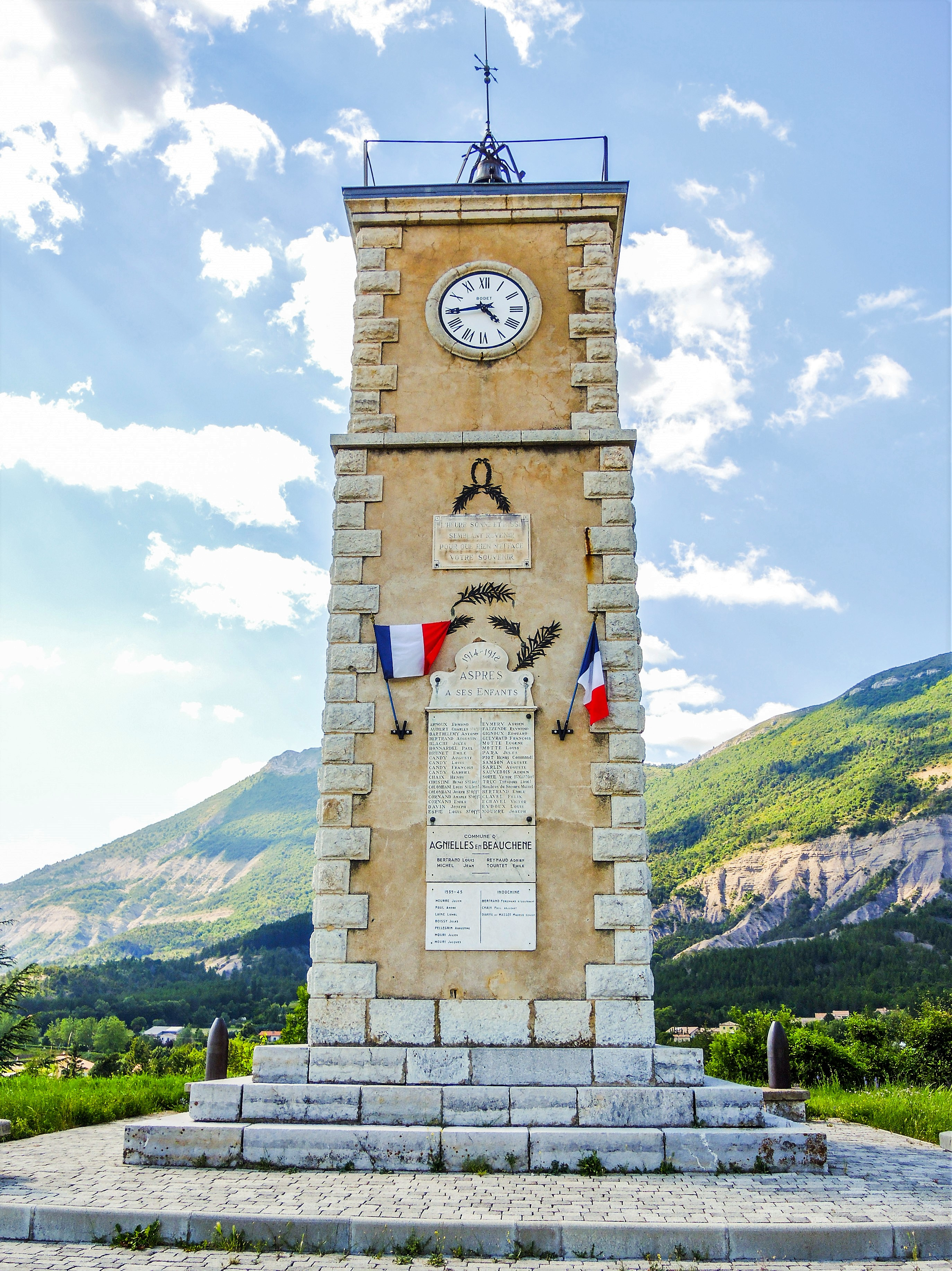
Tour-horloge.

## Population et société

### Démographie
L'évolution du nombre d'habitants est connue à travers les recensements de la population effectués dans la commune depuis 1793. Pour les communes de moins de 10 000 habitants, une enquête de recensement portant sur toute la population est réalisée tous les cinq ans, les populations de référence des années intermédiaires étant quant à elles estimées par interpolation ou extrapolation. Pour la commune, le premier recensement exhaustif entrant dans le cadre du nouveau dispositif a été réalisé en 2004.

En 2022, la commune comptait 802 habitants, en évolution de −3,37 % par rapport à 2016 (Hautes-Alpes : +0,4 %, France hors Mayotte : +2,11 %).
| 1793 | 1800 | 1806 | 1821 | 1831 | 1836 | 1841 | 1846 | 1851 |
| ---- | ---- | ---- | ---- | ---- | ---- | ---- | ---- | ---- |
| 768  | 707  | 766  | 702  | 744  | 750  | 800  | 801  | 830  |

| 1856 | 1861 | 1866 | 1872 | 1876 | 1881 | 1886  | 1891 | 1896 |
| ---- | ---- | ---- | ---- | ---- | ---- | ----- | ---- | ---- |
| 796  | 745  | 731  | 672  | 808  | 732  | 1 201 | 838  | 750  |

| 1901 | 1906 | 1911 | 1921 | 1926 | 1931 | 1936 | 1946 | 1954 |
| ---- | ---- | ---- | ---- | ---- | ---- | ---- | ---- | ---- |
| 659  | 677  | 691  | 607  | 560  | 569  | 603  | 719  | 673  |

| 1962 | 1968 | 1975 | 1982 | 1990 | 1999 | 2004 | 2006 | 2009 |
| ---- | ---- | ---- | ---- | ---- | ---- | ---- | ---- | ---- |
| 703  | 750  | 696  | 773  | 743  | 762  | 725  | 722  | 804  |

| 2014 | 2019 | 2022 | - | - | - | - | - | - |
| ---- | ---- | ---- | - | - | - | - | - | - |
| 830  | 803  | 802  | - | - | - | - | - | - |

## Culture locale et patrimoine

### Lieux et monuments
- Le monument aux morts des Première Guerre et Seconde Guerre mondiales est situé en haut d'une colline d'où il  surplombe le village.
- La mairie arbore un cadran solaire contemporain réalisé par des moines orthodoxes.
- Église Saint-Géraud d'Aspres-sur-Buëch.
- Église Saint-Jacques-et-Saint-Philippe d'Agnielles.

### Personnalités liées à la commune
- Pierre Lachau, ancien député des Hautes-Alpes, membre du Conseil des Cinq-Cents, né à Aspres en 1746.
- Antoine Aubanel (1720-1804), grand-père du poète Théodore Aubanel.
- Dr Pierre Poujol, ancien médecin de la ville.
- Françoise Poujol, ancienne pharmacienne et ancienne élue.

### Héraldique
| Blason de Aspres-sur-Buëch | Blason  | Écartelé : au 1er et au 4e d'or au sautoir de gueules, au 2e et au 3e de gueules à quatre coquilles d'or ordonnées en losange. |
| Blason de Aspres-sur-Buëch | Détails | Le statut officiel du blason reste à déterminer.                                                                               |